# Elefantes
Pour les articles homonymes, voir Elefante.
Elefantes est un groupe espagnol de pop, originaire de Barcelone. Il est formé par Jordi Ramiro (batterie), Julio Cascán (basse), Hugo (guitare) et Shuarma (voix et compositeur des thèmes musicaux).

## Histoire
Elefantes commence à prendre forme à Barcelone en 1994. À l'époque, Jordi joue de la batterie dans un groupe qui s'est dissous quelques jours après l'appel de Shuarma. La séparation est si forte qu'ils abandonnent même la salle de répétition avec leurs instruments à l'intérieur. Il ne restait plus qu'à trouver un guitariste, un bassiste et un nom. La première offre est faite à Hugo, l'ancien compagnon de groupe de Jordi. Après quelques répétitions, il n'accepte pas. Les chansons de l'époque, les compositions de Shuarma héritées de son ancien groupe, étaient très purement rock 'n' roll, et Hugo, qui avait son propre groupe en tant que chanteur, préférait suivre sa propre voie pour le moment.
Après quelques semaines, Hugo et Jordi se rendent en Angleterre pour assister au Reading Festival, où ils reçoivent de nouvelles influences musicales qui s'ajoutent à celles qu'ils ont déjà du rock 'n' roll ou du heavy metal. Sans laisser de côté les influences passées, les sonorités pop de l'époque sont l'horizon vers lequel ils doivent se diriger. 
En décembre 2005, après dix ans d'existence, le groupe publie un communiqué annonçant sa séparation.
Le retour d'Elefantes s'effectue en 2013 avec Shuarma, Jordi Ramiro, Julio Cascán et Hugo Toscano. Elefantes annonce ensuite un nouveau single et un nouvel album. En mars 2018, Elefantes présente le single Cada vez de leur nouvel album La primera luz del día, qui sera influencé par la pop et le rock des années 1970.
En 2022, Elefantes annonce la sortie de leur nouvel album Trozos de Papel / Cosas Raras le 7 octobre 2022, qui comprend 10 morceaux, dont Deja el aire correr, Mañana, El Gran Salón et Tu ya lo sabes en ouverture de l'album sur les plateformes numériques. En 2024, le groupe annonce un album pour son 30e anniversaire. Un répertoire de 15 chansons essentielles de leur carrière, avec en tête un nouveau morceau Este amor. Cet album est accompagné d'un second CD avec différentes collaborations et reprises désormais regroupées sur un seul CD, de Agua avec Manolo García à leurs collaborations avec Antonio Vega, ou des reprises d'autres artistes. 

## Discographie

### Albums studio
- 1998 : El Hombre Pez (AZ)
- 2000 : Azul (EMI)
- 2003 : La forma de mover tus manos (EMI)
- 2005 : Somos nubes blancas (EMI)
- 2006 : Gracias (EMI) (double-album + DVD)
- 2014 : El rinoceronte (Warner)
- 2016 : Nueve canciones de amor y una de esperanza (Warner)
- 2018 : La primera luz del día (Warner)
- 2019 : Caleidoscopio (Warner)
- 2020 : Antoine (Beon)
- 2022 : Trozos de papel / Cosas raras (Warner)
- 2024 : 30 aniversario / tratado sobre jardineria (Warner)

### EP
- 1996 : Elefantes (La Col)

## Distinctions
- 2013 : Premio Global de la Música Aragonesa[5]
- 2014 : Latin Grammy Awards - nommé « meilleur album de pop rock pour El Rinoceronte
- 2020 : Ganador Premios MAX, concert révélation pour l'album Antoine et finaliste des Premios MAX dans la catégorie de bande-son.